# Ludolf IV. von Dassel
Graf Ludolf IV. von Dassel (* vor 1183; † um 1223 in Nienover) war Graf von Dassel und Nienover.
Seine Eltern waren der Graf Adolf I. von Dassel und die Gräfin von Ratzeburg, Adelheid von Wassel. Sein Bruder ist Adolf III. von Dassel.
Am 21. April 1183 belehnt Bischof Adelhag von Hildesheim die Grafen Ludolf IV. und Adolf III. von Dassel mit einer Hälfte der Burg Homburg (bei Stadtoldendorf, im Norden des Sollings), mit der anderen Hälfte die Brüder Berthold und Bodo von Homburg. Die Homburger waren bereits 1129–1145 durch Siegfried IV. von Boyneburg als Ministeriale auf der Homburg. 1150 sind sie Freiherren (lat.: liberi homines) und ab 1180 Edelherren (lat.: nobiles).
Er heiratete Clementia von Everstein († nach 1255; sie war eine Tochter von Albrecht III. von Everstein).

## Nachkommen
- Adolf IV.
- Wilbrand
- Ludolf V. von Dassel, der nach 1266 die Burg Grebenstein, etwa 40 km südlich des Solling, erbauen ließ.